# Accolans
Accolans is een gemeente in het Franse departement Doubs (regio Bourgogne-Franche-Comté) en telt 98 inwoners (2009). De plaats maakt deel uit van het arrondissement Montbéliard.

## Geografie

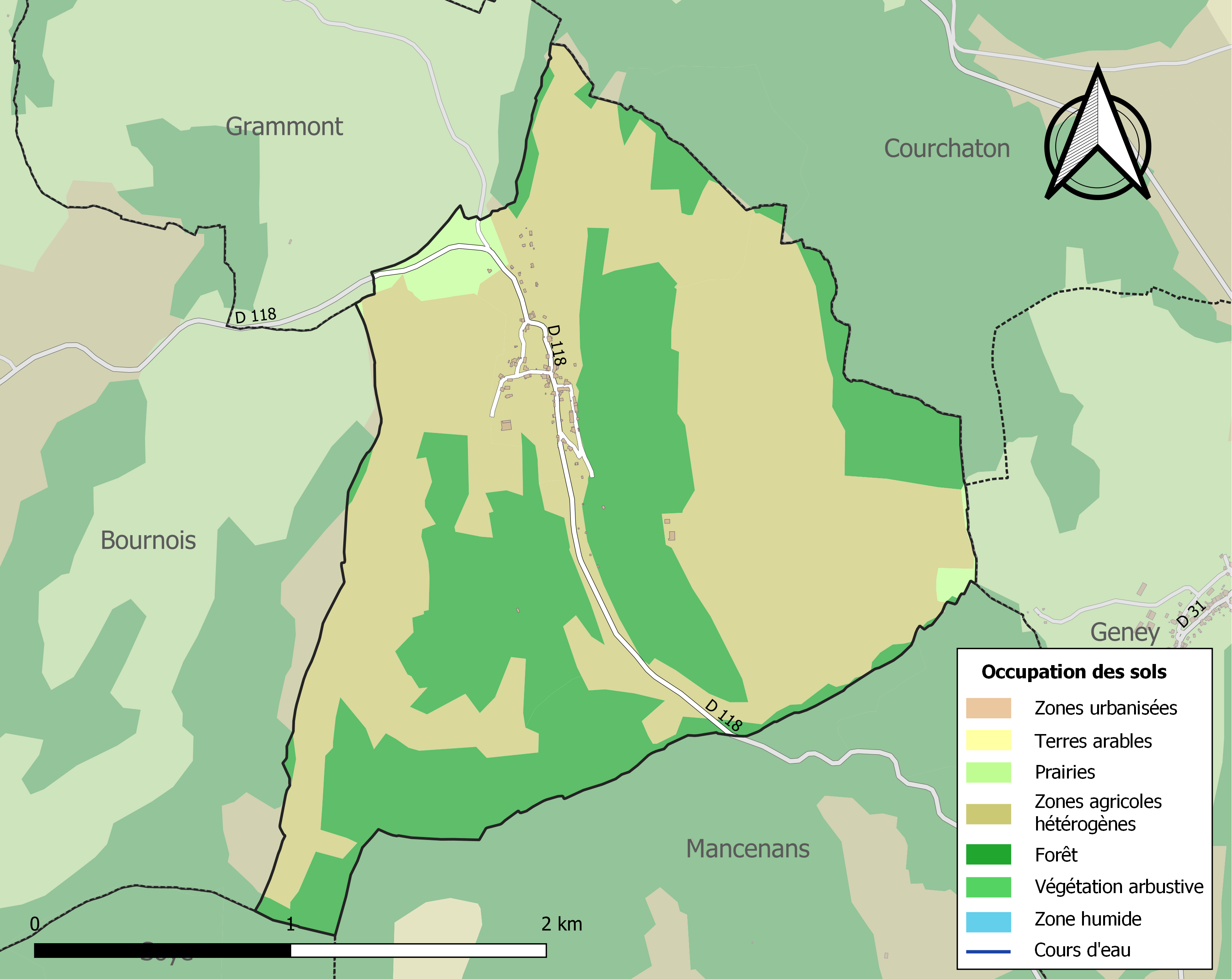
Kaart van de gemeente met de belangrijkste infrastructuur, bodemgebruik en omliggende gemeenten

De oppervlakte van Accolans bedraagt 5,3 km², de bevolkingsdichtheid is dus 18,5 inwoners per km².

## Demografie
Onderstaande figuur toont het verloop van het inwonertal (bron: INSEE-tellingen).